# سلسلة أعلام المسلمين
سلسلة أعلام المسلمين سلسلة صادرة عن دار القلم بدمشق، وهي مجموعة كتب عن زمرة من أعلام المسلمين في قديم الدهر وحديثه، من تأليف عدة مؤلفين.

## قائمة
تضم السلسلة الكتب التالية
| رقم | العنوان                                                                              | السنة          | المؤلف                      |
| --- | ------------------------------------------------------------------------------------ | -------------- | --------------------------- |
| 1   | عبد الله بن المبارك الإمام القدوة                                                    | 1419 هـ -1998م | محمد عثمان جمال             |
| 2   | الإمام الشافعي فقيه السنة الأكبر                                                     | 1417 - 1996    | عبد الغني الدقر             |
| 2   | الإمام الشافعي فقيه السنة الأكبر                                                     |                | محمد محمد حسن شراب          |
| 3   | مصعب بن عمير الداعية المجاهد                                                         |                | محمد حسن بريغش              |
| 4   | عبد الله بن رواحة أمير شهيد وشاعر على سرير من ذهب                                    |                | جميل سلطان                  |
| 5   | أبو حنيفة النعمان إمام الأئمة الفقهاء                                                |                | وهبي سليمان غاوجي           |
| 6   | عبد الله بن عمر الصحابي المؤتسي برسول الله                                           |                | محيي الدين مستو             |
| 7   | أنس بن مالك الخادم الأمين والمحب العظيم                                              |                | عبد الحميد محمود طهماز      |
| 8   | سعيد بن المسيب سيد التابعين                                                          |                | وهبة الزحيلي                |
| 9   | السلطان محمد الفاتح فاتح القسطنطينية وقاهر الروم                                     |                | عبد السلام عبد العزيز فهمي  |
| 10  | الإمام النووي شيخ الإسلام والمسلمين وعمدة الفقهاء والمحدثين                          |                | عبد الغني الدقر             |
| 11  | العلامة المجاهد الشيخ محمد الحامد                                                    |                | عبد الحميد محمود طهماز      |
| 12  | السيدة عائشة أم المؤمنين وعالمة نساء الإسلام                                         |                | عبد الحميد محمود طهماز      |
| 13  | الإمام البخاري أستاذ الأساتذين وإمام المحدثين وحجة المجتهدين                         |                | عبد الستار الشيخ            |
| 13  | الإمام البخاري سيد الحفاظ والمحدثين                                                  |                | تقي الدين الندوي المظاهري   |
| 14  | عبادة بن الصامت صحابي كبير وفاتح مجاهد                                               |                | وهبة الزحيلي                |
| 15  | عبد الله بن عباس حبر الأمة وترجمان القرآن                                            |                | مصطفى سعيد الخن             |
| 16  | جابر بن عبد الله صحابي إمام وحافظ فقيه                                               |                | وهبي سليمان غاوجي           |
| 17  | أحمد بن حنبل أمام أهل السنة                                                          |                | عبد الغني الدقر             |
| 18  | كعب بن مالك الأنصاري شاعر العقيدة الإسلامية                                          |                | سامي مكي العاني             |
| 19  | أبو داود الإمام الحافظ الفقيه                                                        |                | تقي الدين الندوي المظاهري   |
| 20  | أسامة بن زيد حب رسول الله وابن حبه                                                   |                | وهبة الزحيلي                |
| 21  | معاوية بن أبي سفيان صحابي كبير وملك مجاهد                                            |                | منير محمد الغضبان           |
| 22  | عدي بن حاتم الطائي الجواد بن الجواد                                                  |                | محيي الدين مستو             |
| 23  | الإمام مالك بن أنس إمام دار الهجرة                                                   |                | عبد الغني الدقر             |
| 24  | عبد الله بن مسعود عميد حملة القرآن وكبير فقهاء الإسلام                               |                | عبد الستار الشيخ            |
| 25  | معاذ بن جبل إمام العلماء ومعلم الناس الخير                                           |                | عبد الحميد محمود طهماز      |
| 26  | الإمام الجويني إمام الحرمين                                                          |                | محمد الزحيلي                |
| 27  | القاضي البيضاوي المفسر الأصولي المتكلم                                               |                | محمد الزحيلي                |
| 28  | عبد الحميد بن باديس العالم الرباني والزعيم السياسي                                   |                | مازن صلاح مطبقاني           |
| 29  | تميم بن أوس الداري راهب أهل عصره                                                     |                | محمد محمد حسن شراب          |
| 30  | السلطان عبد الحميد الثاني آخر السلاطين العثمانيين الكبار                             |                | محمد حرب                    |
| 31  | السيدة خديجة أم المؤمنين وسباقة الخلق إلى الإسلام                                    |                | عبد الحميد محمود طهماز      |
| 32  | زيد بن ثابت كاتب الوحي وجامع القرآن                                                  |                | صفوان عدنان داوودي          |
| 33  | الإمام الطبري شيخ المفسرين وعمدة المؤرخين ومقدم الفقهاء المحدثين صاحب المذهب الجريرة |                | محمد الزحيلي                |
| 34  | أبو موسى الأشعري الصحابي العالم المجاهد تمحيص حقائق ورد افتراءات                     |                | عبد الحميد محمود طهماز      |
| 35  | أبو عبيد القاسم بن سلام إمام مجتهد ومحدث فقيه ولغوي بارع                             |                | سائد بكداش                  |
| 36  | أبو جعفر الطحاوي الإمام المحدث الفقيه                                                |                | عبد الله نذير أحمد          |
| 37  | سفيان بن عيينة شيخ شيوخ مكة                                                          |                | عبد الغني الدقر             |
| 38  | الحافظ ابن حجر العسقلاني أمير المؤمنين في الحديث                                     |                | عبد الستار الشيخ            |
| 39  | العز بن عبد السلام سلطان العلماء وبائع الملوك                                        |                | محمد الزحيلي                |
| 40  | عمر بن عبد العزيز خامس الخلفاء الراشدين                                              |                | عبد الستار الشيخ            |
| 41  | الإمام القرطبي شيخ أئمة التفسير                                                      |                | مشهور حسن محمود سلمان       |
| 42  | سعد بن ربيع الأنصاري النقيب الشهيد                                                   |                | محمد علي كاتبي              |
| 43  | الإمام الغزالي حجة الإسلام ومجدد المائة الخامسة                                      |                | صالح أحمد الشامي            |
| 44  | الإمام الزهري محمد بن مسلم بن عبيد الله بن شهاب عالم الحجاز والشام                   |                | محمد محمد حسن شراب          |
| 45  | الشيخ عبد القادر الجيلاني الإمام الزاهد القدوة                                       |                | عبد الرزاق الكيلاني         |
| 46  | الإمام البيهقي شيخ الفقه والحديث صاحب السنن                                          |                | نجم عبد الرحمن خلف          |
| 47  | الإمام محمد بن الحسن الشيباني نابغة الفقه الإسلامي                                   |                | علي أحمد الندوي             |
| 48  | أبي بن كعب صاحب رسول الله وسيد القراء في زمانه                                       |                | صفوان عدنان داوودي          |
| 49  | الإمام مسلم بن الحجاج صاحب المسند الصحيح ومحدث الإسلام الكبير                        |                | مشهور حسن محمود سلمان       |
| 50  | الحافظ الذهبي مؤرخ الإسلام ناقد المحدثين إمام المعدلين والمجرحين                     |                | عبد الستار الشيخ            |
| 51  | الإمام الحافظ علي بن المديني شيخ البخاري وعالم الحديث في زمانه                       |                | إبراهيم محمد العلي          |
| 52  | الإمام سفيان الثوري أمير المؤمنين في الحديث                                          |                | عبد الغني الدقر             |
| 53  | محمد بن إسحاق إمام أهل المغازي والسير                                                |                | محمد عبد الله أبو صعيليك    |
| 54  | الإمام عبد الحي اللكنوي علامة الهند وإمام المحدثين والفقهاء                          |                | ولي الدين الندوي            |
| 55  | الإمام الحافظ أبو حاتم محمد بن حبان البستي فيلسوف الجرح والتعديل                     |                | محمد عبد الله أبو صعيليك    |
| 56  | أم سلمة العاقلة العالمة أم المؤمنين                                                  |                | أمينة عمر الخراط            |
| 57  | ابن كثير الدمشقي الحافظ المفسر المؤرخ الفقيه                                         |                | محمد الزحيلي                |
| 58  | الإمام ابن حزم الظاهري إمام أهل الأندلس                                              |                | محمد عبد الله أبو صعيليك    |
| 59  | عبد الله بن الزبير العائذ ببيت الله الحرام                                           |                | ماجد لحام                   |
| 60  | الحسن البصري الحكيم الواعظ الزاهد العالم                                             |                | مصطفى سعيد الخن             |
| 61  | أم سليم بنت ملحان داعية وهبت حياتها للدعوة                                           |                | أمينة عمر الخراط            |
| 62  | حذيفة بن اليمان أمين سر رسول الله                                                    |                | إبراهيم العلي               |
| 63  | الإمام الخطابي المحدث الفقيه والأديب الشاعر                                          |                | أحمد عبدالله الباتلي        |
| 64  | الإمام الحافظ جلال الدين السيوطي معلمة العلوم الإسلامية                              |                | إياد خالد الطباع            |
| 65  | مصطفى صادق الرافعي فارس الكلمة تحت راية القرآن                                       |                | محمد رجب بيومي              |
| 66  | جمال الدين القاسمي أحد علماء الإصلاح الحديث في الشام                                 |                | نزار أباظة                  |
| 67  | أبو عبيدة عامر بن الجراح أمين الأمة وفاتح الديار الشامية                             |                | محمد حسن شراب               |
| 68  | أم عمارة نسيبة بنت كعب الصحابية المجاهدة                                             |                | أمينة عمر الخراط            |
| 69  | أم المؤمنين زينب الصالحة العابدة أم المساكين                                         |                | أمينة عمر الخراط            |
| 70  | صلاح الدين الأيوبي قاهر العدوان الصليبي                                              |                | محمد رجب البيومي            |
| 71  | السلطان المظفر سيف الدين قطز بطل معركة عين جالوت                                     |                | قاسم عبده قاسم              |
| 72  | القاضي عياض عالم المغرب وإمام أهل الحديث في وقته                                     |                | الحسين بن محمد شواط         |
| 73  | أبو سعيد الخدري صاحب رسول الله ومفتي المدينة في زمانه                                |                | محمد أبو صعيليك             |
| 74  | الإمام الشاطبي سيد القراء                                                            |                | إبراهيم محمد الجرمي         |
| 75  | ابن الجوزي الإمام المربي والواعظ البليغ والعالم المتفنن                              |                | عبد العزيز سيد هاشم الغزولي |
| 76  | أم المؤمنين حفصة بنت عمر الصوامة القوامة                                             |                | أمينة عمر الخراط            |
| 77  | عز الدين القسام شيخ المجاهدين في فلسطين                                              |                | محمد محمد حسن شراب          |
| 78  | هارون الرشيد الخليفة العالم والفارس المجاهد                                          |                | محمد رجب البيومي            |
| 79  | شيخ الإسلام أحمد بن تيمية رجل الإصلاح والدعوة                                        |                | إبراهيم محمد العلي          |
| 80  | حسن البنا الداعية الإمام والمجدد الشهيد                                              |                | أنور الجندي                 |
| 81  | سيد قطب الأديب الناقد والداعية المجاهد والمفكر المفسر الرائد                         |                | صلاح عبد الفتاح الخالدي     |
| 82  | مصطفى السباعي الداعية المجدد                                                         |                | عدنان محمود زرزور           |
| 83  | شبلي النعمان علامة الهند الأديب والمؤرخ الناقد                                       |                | محمد أكرم الندوي            |
| 84  | الإمام الترمذي الحافظ الناقد                                                         |                | إياد خالد الطباع            |
| 85  | السيد سليمان الندوي أمير علماء الهند في عصره                                         |                | محمد أكرم الندوي            |
| 86  | محمد فريد وجدي الكاتب الإسلامي والمفكر الموسوعي                                      |                | محمد رجب بيومي              |
| 87  | سعد بن أبي وقاص السباق للإسلام المبشر بالجنة والقائد المجاهد                         |                | صلاح عبد الفتاح الخالدي     |
| 88  | الحافظ ابن عساكر محدث الشام ومؤرخها الكبير                                           |                | محمد مطيع الحافظ            |
| 89  | يوسف بن تاشفين موحد المغرب وقائد المرابطين ومنقذ الأندلس من الصليبيين                |                | حامد محمد خليفة             |
| 90  | أبو هريرة راوية الإسلام وسيد الحفاظ الأثبات                                          |                | عبد الستار الشيخ            |
| 91  | أشرف علي التهانوي حكيم الأمة وشيخ مشايخ العصر في الهند                               |                | محمد رحمة الله الندوي       |
| 92  | مصطفى صبري المفكر الإسلامي والعالم العالمي وشيخ الإسلام في الدولة العثمانية سابقا    |                | مفرح بن سليمان القوسي       |
| 93  | الإمام الأوزاعي شيخ الإسلام وعالم الشام                                              |                | عبد الستار الشيخ            |
| 94  | أبو الحسن الندوي العالم المربي والداعية الحكيم                                       |                | محمد أكرم الندوي            |
| 95  | الإمام ابن قيم الجوزية الداعية المصلح والعالم الموسوعي                               |                | صالح أحمد الشامي            |
| 96  | أبو بكر الصديق خليفة رسول الله                                                       |                | عبد الستار الشيخ            |
| 97  | عمر بن الخطاب الخليفة الراشدي العظيم والإمام العادل الرحيم                           |                | عبد الستار الشيخ            |
| 98  | عثمان بن عفان الحيي السخي ذو النورين                                                 |                | عبد الستار الشيخ            |
| 99  | علي بن أبي طالب                                                                      |                | عبد الستار الشيخ            |
| 100 | فاطمة الزهراء بنت رسول الله صلى الله عليه وسلم وأم الحسنين                           |                | عبد الستار الشيخ            |